# 李泰 (正統己未進士)
李泰（1414年—？），字興道，山東兖州府沂州郯城縣人，民籍。明朝政治人物。進士出身。

## 生平
山東鄉試第二名。正統四年（1439年）己未科會試第十六名，殿試登進士第三甲第十五名，官至刑部主事。

## 家族
曾祖父李聚興，贈文林郎貴州道監察御史。祖父李驥，曾任授中順大夫河南府知府。父亲李隣，曾任長垣縣學教諭。